# Сергеевка (Тарасовский район)
Серге́евка — хутор в Тарасовском районе Ростовской области.
Входит в состав Колушкинского сельского поселения.

## Население
| 2010 |
| ---- |
| 186  |

## Улицы
- ул. Вишневая,
- ул. Восточная,
- ул. Дорожная,
- ул. Мира,
- пер. Часовой.